# Mošovská pahorkatina

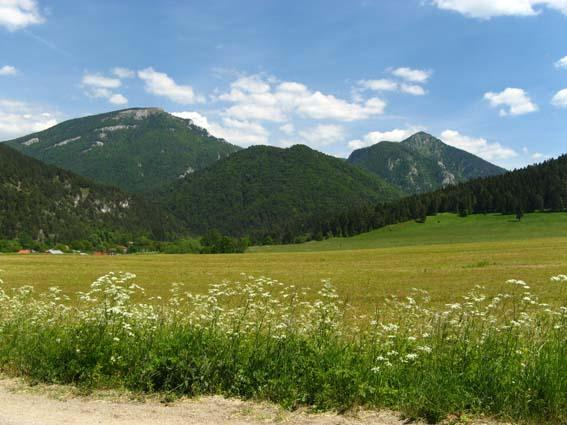
Mošovská pahorkatina - v pozadí vrcholy Velké Fatry: Tlstá a Ostrá

Mošovská pahorkatina je geomorfologický podcelek Turčianské kotliny. Leží v blízkosti obce Mošovce, podle které byl pojmenován. 

## Geografické útvary

### Vrcholy
- Krieslo
- Kurací vŕšok
- Malinie
- Palečná
- Šibenice
- Vlčanová

### Skalní útvary
- Havranie skaly

### Doliny
- Mača
- Mošovská dolina

### Porosty
- Boriny
- Bukovina
- Hlboké
- Jedľoviny
- Križková
- Mača
- Rybník

### Vodní toky a plochy
- Čierna voda
  - Mošovské rybníky
  - Hlístna Studňa
  - Z Rybníkov
  - Hore Vrbinami
  - Mošovský potok
    - Rybník

### Přírodní památky
- Mošovské aleje

### Parky
- Mošovský park

### Sídla
- Mošovce
  - Čerňakovo
  - Mazan
  - Rybník